# Kentucky Woman/Hard Road
Kentucky Woman/Hard Road è il secondo singolo dei Deep Purple pubblicato nel 1968 negli USA. Per il Regno Unito la Parlophone avrebbe voluto pubblicare un singolo con il brano "Wring That Neck", tratto dall'album The Book of Taliesyn, come lato B, ma non venne mai prodotto.

## Tracce
Lato A
1. Kentucky Woman – 3:57 (Neil Diamond)

Lato B
1. Hard Road – 5:11 (Lord, Evans, Blackmore, Simper, Paice)